# Mister Internacional 2016
Mister Internacional 2016 foi a 17ª edição do tradicional concurso de beleza masculino de média abrangência realizado anualmente em continente asiático. Este ano, a competição teve seu ápice final na cidade Bancoque, na Tailândia, com a presença de trinta e cinco (35) aspirantes ao título. Título este pertencente ao português naturalizado suíço, Pedro Mendes, vitorioso da final de 2015. Comandaram o evento o cerimonialista Ryan Terceiro e a modelo May Burapasing  no dia 13 de Fevereiro, 

## Resultados

### Colocações
| Posição                 | País & Candidato |
| Vencedor                | - Líbano - Paul Iskandar |
| 2º. Lugar               | - Japão - Masaya Yamagishi |
| 3º. Lugar               | - Itália - Vinicio Modolo |
| Finalistas              | - Holanda - Chris Veltkamp - Tailândia - Kittikun Tansuhat - Vietnã - Nguyễn Tiến Đạt |
| (TOP 09) Semifinalistas | - Espanha - Daniel Moreno - Índia - Mudit Malhotra - Letônia - Matīss Pastars |
| (TOP 16) Semifinalistas | - Austrália - James Carne - Brasil - Ivo Cavalcanti - Filipinas - Miguel Guia - México - Manoly Díaz - República Checa - Josef Kůrka - Sri Lanca - Daniel de Zilva - Venezuela - Walfred Crespo |

### Prêmios Especiais
O concurso distribuiu os seguintes prêmios este ano:
| Posição             | País & Candidato                 |
| Mister Simpatia     | - Austrália - James Carne        |
| Mister Fotogenia    | - Porto Rico - Francisco Vergara |
| Melhor Traje Típico | - Nepal - Rokesh Tandukar        |
| Escolha do Público  | - Filipinas - Miguel Guia 1      |

1. O vencedor foi o mais votado pelas mídias sociais e garantiu vaga no Top 16.

### Prêmios de Patrocinadores
Trata-se de prêmios dados por patrocinadores locais:
| Prêmio               | País & Candidato                |
| Healthy Skin         | - Itália - Vinicio Modolo       |
| Mr. Personality      | - Líbano - Paul Iskandar        |
| Charming Smile       | - Vietnã - Nguyễn Tiến Đạt      |
| Korat Photogenic     | - Tailândia - Kittikun Tansuhat |
| Telegenic Photogenic | - Sri Lanca - Daniel de Zilva   |
| Emperor Model Look   | - Japão - Masaya Yamagishi      |
| Missosology's Choice | - Filipinas - Miguel Guia       |

### Ordem dos Anúncios
{ 
|}
 
|

#### Top 16
1. Itália
2. Índia
3. Sri Lanca
4. Brasil
5. Letônia
6. Espanha
7. República Checa
8. Líbano
9. Holanda
10. Tailândia
11. Venezuela
12. Japão
13. Austrália
14. México
15. Vietnã
16. Filipinas

 
|

#### Top 09
1. Espanha
2. Vietnã
3. Holanda
4. Itália
5. Japão
6. Letônia
7. Índia
8. Líbano
9. Tailândia

 
|

#### Top 06
1. Tailândia
2. Líbano
3. Vietnã
4. Itália
5. Holanda
6. Japão

 
|

#### Top 03
1. Líbano
2. Japão
3. Itália

 
|}

## Candidatos
Participaram do concurso os seguintes candidatos:
| País            | Candidato         | I  | A    | Origem               | R      |
| Austrália       | James Carne       | 23 | 1.75 | Victoria             | [ 3 ]  |
| Bélgica         | Mitchell Spruyt   | 25 | 1.82 | Hasselt              | [ 4 ]  |
| Bolívia         | Alex Limpias      | 29 | 1.82 | Santa Cruz           | [ 5 ]  |
| Brasil          | Ivo Cavalcanti    | 27 | 1.85 | João Pessoa          | [ 6 ]  |
| Camboja         | Yoeung Samneang   | 23 | 1.82 | Phnom Penh           | [ 7 ]  |
| Canadá          | Chris Synder      | 19 | 1.83 | Rocky Mountain House | [ 8 ]  |
| China           | Shihao Qu         | 19 | 1.83 | Qingdao              | [ 9 ]  |
| Coreia do Sul   | Gooyoung Jung     | 29 | 1.81 | Seul                 | [ 10 ] |
| El Salvador     | Robin Balses      | 29 | 1.84 | San Salvador         | [ 11 ] |
| Espanha         | Daniel Moreno     | 27 | 1.88 | Málaga               | [ 12 ] |
| Estados Unidos  | Anthony Pérez     | 20 | 1.81 | Miami                | [ 13 ] |
| Filipinas       | Miguel Guia       | 27 | 1.80 | San Pablo            | [ 14 ] |
| Guão            | Jon Kanemoto      | 24 | 1.82 | Agana                | [ 15 ] |
| Holanda         | Chris Veltkamp    | 26 | 1.95 | Arnhem               | [ 16 ] |
| Hong Kong       | Kyle Lee Ka Ho    | 26 | 1.84 | Hong Kong            | [ 17 ] |
| Índia           | Mudit Malhotra    | 25 | 1.85 | Nova Déli            | [ 18 ] |
| Indonésia       | Richard Lim       | 29 | 1.82 | Tangerang            | [ 19 ] |
| Itália          | Vinicio Modolo    | 23 | 1.86 | Codognè              | [ 20 ] |
| Japão           | Masaya Yamagishi  | 24 | 1.82 | Kanagawa             | [ 21 ] |
| Letônia         | Matīss Pastars    | 21 | 1.85 | Koknese              | [ 22 ] |
| Líbano          | Paul Iskandar     | 23 | 1.90 | Beirute              | [ 23 ] |
| Malásia         | Lew Voon Khong    | 29 | 1.82 | Kuala Lumpur         | [ 24 ] |
| México          | Manoly Díaz       | 22 | 1.83 | Puebla               | [ 25 ] |
| Mianmar         | Kyi Phyu Aung     | 23 | 1.84 | Rangum               | [ 26 ] |
| Nepal           | Rokesh Tandukar   | 28 | 1.81 | Catmandu             | [ 27 ] |
| Paraguai        | José Lucas Barros | 24 | 1.85 | Ciudad del Este      | [ 28 ] |
| Polônia         | Jan Dratwicki     | 19 | 1.84 | Łódź                 | [ 29 ] |
| Porto Rico      | Francisco Vergara | 24 | 1.84 | San Juan             | [ 30 ] |
| República Checa | Josef Kůrka       | 24 | 1.85 | Slaný                | [ 31 ] |
| Rússia          | Emil Faizulin     | 28 | 1.85 | Volgogrado           | [ 32 ] |
| Singapura       | Sebastian Foo     | 25 | 1.83 | Sembawang            | [ 33 ] |
| Sri Lanca       | Daniel de Zilva   | 23 | 1.80 | Colombo              | [ 34 ] |
| Tailândia       | Kittikun Tansuhat | 22 | 1.82 | Bancoque             | -      |
| Venezuela       | Walfred Crespo    | 22 | 1.85 | Cabimas              | [ 35 ] |
| Vietnã          | Nguyễn Tiến Đạt   | 23 | 1.84 | Hanoi                | [ 36 ] |

## Histórico

### Desistências
- Colômbia - Eduardo Ortiz [37]

- Panamá - Husam Ahmad [38]

- Quirguistão - Sanjar Joomartovich [39]

- República Dominicana - Victor Matos [40] [41]

- Suíça - Yann Akaa [42]

### Substituições
- Brasil - Leonardo Silva [43] ► Ivo Cavalcanti.

- Camboja - Nou Ousakphear ► Yoeung Samneang

- China - Haodong Lan ► Shihao Qu.

- El Salvador - Antonio Meléndez ► Robin Balses.

- Espanha - Daniel Rodríguez ► Daniel Moreno.

- Estados Unidos - Avery Wilson [44] ► Anthony Perez.

- Indonésia - Dewa Dwi Temaja [45] ► Richard Lim.

### Estatísticas
Candidatos por continente:
- Ásia: 16. (Cerca de 43% do total de candidatos)

- Américas: 9. (Cerca de 27% do total de candidatos)

- Europa: 8. (Cerca de 25% do total de candidatos)

- Oceania: 2. (Cerca de 5% do total de candidatos)

- África: 0.

## Ligações Externas
- Site do Concurso (em inglês)

- Página no Facebook (em inglês)

- Histórico no Pageantopolis (em inglês)